# Veľká Mača
Veľká Mača (em húngaro: Nagymácséd) é um município da Eslováquia, situado no distrito de Galanta, na região de Trnava. Tem 14,81 km² de área e sua população em 2018 foi estimada em 2.529 habitantes.

## Demografia
| Ano:        | 1994 | 2004   | 2014   | 2024   |
| ----------- | ---- | ------ | ------ | ------ |
| Broj ljudi: | 2559 | 2614   | 2571   | 2560   |
| Razlika:    |      | +2,14% | -1,64% | -0,42% |

| Ano:               | 2023 | 2024   |
| ------------------ | ---- | ------ |
| Número de pessoas: | 2564 | 2560   |
| Diferença:         |      | -0,15% |